# 境界のある世界で
「境界のある世界で」（きょうかいのあるせかいで、英: In a world with borders）は、中国出身の歌手のアオシュエン・リが2020年3月31日に公開した日本語チャリティーシングルで、新型コロナウイルス感染症の流行(COVID-19)のために作曲された。相澤香純によって歌われました。

## 背景
この曲を作ろうと思ったのは、2月に日本で新型コロナウイルス感染症の流行(COVID-19)の多発期が宣言されたことから。その時、前期中国で流行がひどいなため、中国人が日本から大量にマスクを購入したため、日本のマスクに不足が発生し、日本の民衆もマスクを購入できなかった。3月2日、アオシュエン・リさんはFacebookで、中国の武漢の女の子が東京渋谷で日本の民衆に無料でマスクを配り、感謝の気持ちを表現しているのを見て、とても感働したと書いた。3月15日、彼はSNSで、音楽を通しての力、新型コロナウイルス感染症の流行(COVID-19)関連の日本語チャリティーシングルを発表する予定だと書いた。3月22日、彼はこの曲のタイトルと発表日を公開した。

## 創作動機
曲の動機には、「中国の武漢人が東京・渋谷で日本人にマスクを無料で配っている」という記事が寄せられた。
彼がこの歌を通して伝えたいイメージは、あなたができることは多くないと思いながらも、あなたがあなたの目に「小さくて取るに足りない、ほんのわずかである」を知らないことが、どれほど世界に暖かさをもたらしているかということである。

## 収録曲
| #  | タイトル             | 作詞・作曲                 | プロデュース | 時間 |
| -- | -------------------- | -------------------------- | ------------ | ---- |
| 1. | 「境界のある世界で」 | アオシュエン・リ 相澤 香純 | WOKUYAMA     | 4:20 |